# Solvabilität II
Solvabilität II (abgekürzt auch Solva II, englisch Solvency II) ist im Versicherungswesen eine Richtlinie der Europäischen Union, mit der das europäische Versicherungsaufsichtsrecht grundlegend reformiert wurde. 

## Allgemeines
Schwerpunkte der Richtlinie bilden risikobasierte Solvabilitätsvorschriften für die Eigenmittelausstattung der Versicherungsunternehmen/-gruppen und qualitative Anforderungen an das Risikomanagement von Versicherungsunternehmen/-gruppen sowie erweiterte Publizitätspflichten. Die Richtlinie wurde europaweit 2009 veröffentlicht und ist seit Januar 2016 in Kraft.
Die Rahmenrichtlinie Richtlinie 2009/138/EG vom 25. November 2009 betreffend die Aufnahme und Ausübung der Versicherungs- und der Rückversicherungstätigkeit (Solvabilität II) wurde am 25. November 2009 gültig – wobei die Umsetzung in den Staaten der EU sich noch lange hinzog – und wurde zwischenzeitlich mehrfach ergänzt und korrigiert. Bis zur Umsetzung von Solvabilität II galten die bisherigen Regelungen zur Solvabilität, die nachträglich als Solvabilität I (englisch 'Solvency I) bezeichnet wurden. Diese basieren auf den europäischen Richtlinien 2002/13/EG zur Schadensversicherung und 2002/83/EG zur Lebensversicherung. Sie bauen auf der Ersten Richtlinie 73/239/EWG (Aufnahme und Ausübung der Tätigkeit der Direktversicherung) auf.

## Gesetzgebungsprozess
Am 10. Juli 2007 hat die Europäische Kommission einen Vorschlag für eine Solvabilität-II-Rahmenrichtlinie dem Europäischen Parlament und Rat vorgelegt. Anfang April 2009 konnten sich Unterhändler der 27 Mitgliedstaaten und des EU-Parlaments auf neue Aufsichts- und Eigenkapitalregeln Solvabilität II verständigen. Solvabilität II wurde am 22. April 2009 vom EU-Parlament und am 10. November 2009 von den EU-Finanzministern verabschiedet und gilt seit 25. November 2009.
Die nationale Umsetzung der Richtlinie erfolgte in Deutschland über eine Novelle des Versicherungsaufsichtsgesetzes. Ein erster Entwurf hierzu wurde im Februar 2012 von der Bundesregierung in den Gesetzgebungsprozess eingebracht dieser verzögerte sich jedoch auf Grund der ausstehenden Omnibus-II-Richtlinie (siehe unten). Im September 2014 wurde erneut ein Entwurf eingebracht, der am 5. Februar 2015 vom Bundestag beschlossen wurde. Dem Gesetzentwurf wurde vom Bundesrat am 6. März 2015 zugestimmt, am 1. Januar 2016 ist das Gesetz in Kraft getreten.

## Beginn von Solvabilität II
Zur Anpassung an die neue EU-Finanzaufsichtsarchitektur und den Vertrag von Lissabon hat die EU-Kommission im Januar 2011 mit der Omnibus-II-Richtlinie Änderungen unter anderem an der Solvabilität-II-Richtlinie vorgeschlagen. Die Verhandlungen darüber zwischen dem Europäischen Parlament und den Mitgliedstaaten im Rat zogen sich jedoch länger hin als vorgesehen. So entstand die Gefahr, dass die Solvabilität-II-Richtlinie national zum ursprünglich vorgesehenen Termin 31. Oktober 2012 ohne diese Änderungen in den Mitgliedstaaten würde umgesetzt werden müssen. Eine Quick-fix-Richtlinie im September 2012 verschob die Frist, so dass die Mitgliedstaaten theoretisch die Vorschriften zum 30. Juni 2013 hätten übernehmen müssen, und die Unternehmen die neuen Solvabilität-II-Regeln erst zum 1. Januar 2014 hätten anwenden müssen.
Darüber hinaus schlug die EU-Kommission im September 2012 eine weitere Verschiebung um ein Jahr vor. Elke König, damalige Präsidentin der BaFin, hielt den Beginn von Solvabilität II im Jahr 2017 für möglich, während Carlos Montalvo (Europäische Aufsichtsbehörde für das Versicherungswesen und die betriebliche Altersversorgung, EIOPA) nachdrücklich betonte, dass die EIOPA daran arbeite, die Implementierung zum 1. Januar 2016 durchzuführen.
Bevor weitere fachliche Entscheidungen zu den Regelungsinhalten der Omnibus-II-Richtlinie getroffen werden, wurde eine Auswirkungsstudie speziell zu verschiedenen Möglichkeiten der Abbildung langfristiger Garantien in Solvabilität II („Long Term Guarantee Assessment“) durchgeführt. Die Studie erfolgte im Auftrag der Trilog-Parteien von EIOPA in Zusammenarbeit mit den nationalen Aufsichtsbehörden und den Versicherungsunternehmen, Ergebnisse wurden am 14. Juni 2013 publiziert.
Kommissar Barnier teilte Anfang Oktober 2013 mit, dass eine Richtlinie entworfen worden war, die den Termin der Erstanwendung auf den 1. Januar 2016 verschieben würde, dies wird auch als „Quick fix 2“ bezeichnet.
Am 14. November 2013 hat die Kommission mitgeteilt, dass im Trilog eine Einigung zwischen Parlament und Rat erzielt werden konnte und die Einführung von Solvabilität II zum 1. Januar 2016 möglich wird. Das Parlament hat der Omnibus-II-Direktive am 11. März 2014 zugestimmt.

## Vorbereitungsphase
Ende September 2013 hat EIOPA Leitlinien zur Vorbereitung auf Solvabilität II veröffentlicht. Diese werden im Anschluss an ein Comply-Or-Explain-Verfahren vom 1. Januar 2014 an durch die Mitgliedsstaaten angewendet. De facto werden damit einige Regelungsinhalte von Solvabilität II vorgezogen, darunter Anforderungen an Geschäftsorganisation und Risikomanagement, vorausschauende Prüfung der unternehmenseigenen Risiken (im Sinne einer unternehmenseigenen Risiko- und Solvabilitätsbeurteilung; Abkürzung ORSA von englisch Own Risk and Solvency Assessment) sowie Aspekte des Berichtswesens und der Vorantragsphase für interne Modelle.

## Auswirkungsstudien
Zur Feststellung des aktuellen Stands versicherungstechnischer Rückstellungen und zur Abschätzung der Auswirkungen der unter Solvabilität II geplanten Vorgaben wurden vom Ausschuss der Europäischen Aufsichtsbehörden für das Versicherungswesen und die betriebliche Altersversorgung (Abkürzung CEIOPS von englisch Committee of European Insurance and Occupational Pensions Supervisors) von 2005 bis 2010 fünf Auswirkungsstudien (Abkürzung QIS von englisch Quantitative Impact Study) durchgeführt. Die Anforderungen an das Risikomanagement der Versicherungsunternehmen und die Berechnungsvorgaben für die versicherungstechnischen Rückstellungen wurden dabei immer weiter konkretisiert. Die Anwendbarkeit der Berechnungsformeln sowie die zu erstellenden Berichte an die Aufsichtsbehörden und an die Öffentlichkeit wurden getestet. Aufbauend auf den Erfahrungen aus den vorangegangenen Auswirkungsstudien und unter Einbeziehung aktueller Ereignisse an den Finanzmärkten wurden die Formeln zur Berechnung des Solvenzkapitals immer wieder angepasst. Im März 2011 veröffentlichte die Europäische Aufsichtsbehörde für das Versicherungswesen und die betriebliche Altersversorgung (Abkürzung EIOPA von englisch European Insurance and Occupational Pensions Authority) die Ergebnisse der QIS5.
Unabhängig von den europäisch koordinierten Auswirkungsstudien haben einzelne nationale Aufsichtsbehörden oder sonstige Parteien selbständig Auswirkungsstudien durchgeführt, beispielsweise auch der deutsche Gesamtverband der Deutschen Versicherungswirtschaft (GDV) mit der auch als „QIS6“ bezeichneten Studie.
Einer aktuellen Studie zufolge haben alle in Deutschland aktiven Lebensversicherer die Solvabilitätsanforderungen im Jahr 2018 erfüllt, zwölf Unternehmen jedoch nur mit von der BaFin gewährten Bilanzierungshilfen.

## Drei-Säulen-Ansatz
Wie bei Basel II wird ein Drei-Säulen-Ansatz verfolgt. Das Risikoprofil einer Versicherung ist naturgemäß anders als das einer Bank. Bei einer Versicherung spielt das versicherungstechnische Risiko (das Kerngeschäftsrisiko) die größte Rolle bei der Risikobewertung, die für Kreditinstitute wichtigen Kredit- und Marktrisiken sind für Versicherungen nachgelagert. Ähnlich ist die Risikosituation von Versicherungen und Banken jedoch beim Operationellen Risiko.
In der Denkweise von Solvabilität II steht der Schutz der Versicherten und derer Forderungen im Vordergrund.
- Säule I behandelt die Höhe der Mindestkapitalanforderung (Abkürzung MCR von englisch Minimum Capital Requirement) und die Höhe der Solvabilitätskapitalanforderung (Abkürzung SCR von englisch Solvency Capital Requirement) im Verhältnis zu den anrechnungsfähigen Eigenmitteln (Abkürzung EOF von englisch Eligible Own Funds). Eigenmittel wurden unter Solvabilität I als das vorhandene Solvenzkapital (Abkürzung ASM von englisch available solvency margin) bezeichnet.
- Säule II betrifft das Risikomanagementsystem und beinhaltet vor allem qualitative Anforderungen, beispielsweise an die Qualifikation der Vorstände von Versicherungsunternehmen (sogenannte „Fit-and-proper“-Kriterien).
- Säule III regelt Berichterstattungspflichten der Versicherungsunternehmen: zum einen Berichtspflichten an Aufsichtsbehörden (englisch supervisory reporting) und zum anderen zu veröffentlichende Angaben (englisch public disclosure). Bei den Berichtspflichten nach Säule III von Solvabilität II soll eine enge Anbindung an andere gesetzliche Berichtspflichten wie in der Rechnungslegung, insbesondere den International Financial Reporting Standards (IFRS), erreicht werden.

Zusätzlich umfasst die Solvabilität-II-Richtlinie weitgehende Neuerungen zur Beaufsichtigung von Versicherungsgruppen. Vor 2016 gab es eine Aufsicht auf Gruppenebene zusätzlich zur Aufsicht auf Solo-Ebene (sogenannte „Solo-plus-Aufsicht“). Seit dem 1. Januar 2016 gibt es eine kooperative Gruppenaufsicht, bei der nationale Aufseher, der Gruppenaufseher und EIOPA im Aufsichtskollegium (englisch Supervisory College) zusammenarbeiten.

## Solvabilitätskapitalanforderung (SCR)
Die Solvabilitätskapitalanforderung (SCR), eine Sollgröße für das Eigenkapital, wird nach Solvabilität II mit Hilfe der sogenannten Standardformel oder eines internen Modells berechnet. Die Firmen können ihrer speziellen Situation angepasste Modelle genehmigen lassen; tun sie dies nicht, haben sie die im Folgenden betrachtete Standardformel anzuwenden:
Die Standardformel berücksichtigt sowohl verschiedene versicherungstypspezifische Risiken als auch operationelle Risiken. Beispielsweise wird für Lebensversicherungen der Kapitalbedarf bei einer um 15 Prozent erhöhten Mortalitätsrate berechnet. Operationelle Risiken sind Risiken, die durch fehlerhafte firmeninterne Prozesse, mangelnde Kontrollen, falsche Einschätzungen (beispielsweise zum Wert eines aufgekauften Unternehmens), fehlerhafte Modelle, Betrug oder durch externe Ereignisse (wie Epidemien oder Erdbeben) ausgelöst oder begünstigt werden.
Der Berechnungsansatz der Standardformel stellt gegenüber dem vorherigen Aufsichtsregime eine deutliche Verbesserung dar. Kritisiert wird erstens, dass bei der Kalkulation des SCR die Annahme normalverteilter Einzelrisiken getroffen wird. Zweitens werde die gegenseitige Abhängigkeit der Risiken über den (linearen) Korrelationskoeffizienten, statt über nichtlineare Zusammenhänge abbildende Copulas berücksichtigt. In erster Ordnung unkorrelierte, aber abhängige Risiken würden bei der Aggregation vernachlässigt. In beiden Fällen würde der Eigenkapitalbedarf durch die Standardformel systematisch unterschätzt.

## Ausblick
2020 wurde ein Review durchgeführt, der in einer Überarbeitung der Solvency-II-Richtlinie münden könnte (sog. LTG-Review). Die Europäische Kommission hat dazu die EIOPA beauftragt, bestimmte Themenbereiche näher zu untersuchen, u. a. Zinsaspekte. Bei einer ersten Überprüfung (sog. SCR-Review) sind nur die Delegierte Verordnung zur Solvency-II-Richtlinie angepasst worden, nicht aber die Solvency-II-Richtlinie. Aktuell (Stand: September 2022) liegt ein Berichtsentwurf für das Europaparlament vor.